# Lepus microtis
La liebre de sabana africana (Lepus microtis) es una especie de mamífero de la familia Leporidae, nativa de África. Está catalogado como "preocupación menor" en la Lista Roja de la UICN.

## Distribución y hábitat
Es nativa de diversas regiones y hábitats de África, incluyendo sabanas y el Sahel. Se encuentra en Argelia, Botsuana, Burundi, Chad, República Democrática del Congo, Etiopía, Gambia, Guinea, Guinea-Bissau, Kenia, Libia, Malí, Mauritania, Marruecos, Namibia, Níger, Ruanda, Senegal, Sierra Leona, Sudáfrica, Sudán, Tanzania, Túnez, Uganda y Zambia.

## Descripción
La liebre de la sabana africana es una especie de tamaño mediano que crece hasta una longitud de entre 41 y 58 cm (16 y 23 pulgadas) con un peso de entre 1,5 y 3 kilogramos (3,3 y 6,6 libras). Las orejas tienen puntas negras, la superficie dorsal de la cabeza y el cuerpo es de color marrón grisáceo, los flancos y las extremidades son de color marrón rojizo y las partes inferiores son blancas. La coloración general es más rica en tono que otras liebres, especialmente en regiones montañosas donde las liebres son de un tono bastante más oscuro. La cola es negra arriba y blanca abajo. Esta liebre se parece mucho a la liebre de El Cabo en apariencia, pero se puede distinguir por sus incisivos distintivamente ranurados.

## Comportamiento
Las liebres de la sabana africana son animales solitarios y nocturnos. Dependen del camuflaje para mantenerse ocultos, pero pueden correr hasta 70 kilómetros (43 millas) por hora y, a veces, saltar vigorosamente hacia los lados para romper el rastro de olor que están dejando. Se alimentan principalmente de hierbas y hierbas, pero también mastican raíces, brotes y cortezas y, a veces, comen frutas caídas y ocasionalmente hongos. Se involucran en la coprofagia, comiendo sus propios gránulos fecales secos para extraer más nutrientes de ellos. 
El comportamiento reproductivo de las liebres de la sabana africana ha sido poco estudiado. Parecen reproducirse en cualquier época del año y la hembra da a luz a varias camadas durante el año. Los jóvenes nacen al aire libre y pueden correr poco después del nacimiento. La madre parece separarlos y visita a cada uno a intervalos para permitirles mamar. Son destetados cuando tienen aproximadamente un mes de edad.
- Datos: Q1581201
- Multimedia: Lepus microtis / Q1581201
- Especies: Lepus microtis